# Tetjana Anzupowa
Tetjana Anzupowa  (ukrainisch Тетяна Анцупова, engl. Transkription Tetyana Antsupova; * 13. Oktober 1976 in Mariupol) ist eine ukrainische Juristin. Sie war Richterin am Obersten Gericht der Ukraine und ist derzeit Professorin am British Institute of International and Comparative Law.

## Leben und Wirken
Anzupowa studierte Rechtswissenschaften an der Universität Odessa, wo sie 1997 den Titel Bachelor of Laws erwarb. 1999 folgte der Mastertitel mit einer Spezialisierung auf dem Recht staatlicher Verwaltung. Anschließend war sie als Assistenzprofessorin in Odessa an der dortigen nationalen polytechnischen Universität tätig; 2004 stieg sie dort zur außerordentlichen Professorin auf. Im Jahr zuvor war sie von der Nationalen Taras-Schewtschenko-Universität Kiew mit der völkerrechtlichen Schrift „Völkerrechtliche Zusammenarbeit der Schwarzmeer-Staaten“ zur Dr. iur. promoviert worden. 2010 unterbrach sie ihre Tätigkeit als außerordentliche Professorin für ein postgraduales Studium des internationalen Völkerrechts an der Universität Odessa. 2014 wurde sie hier mit der Schrift „Verfahrensrecht des Europarates: Prinzipen, System, Dynamiken“ auch in internationalem Völkerrecht promoviert. Ab dem 1. September 2014 leitete sie die Abteilung für internationales und vergleichendes humanitäres Völkerrecht an der Universität Odessa. In diese Zeit fielen Forschungsaufenthalte an den Universitäten Oslo und Toruń. 2016 wurde sie an der Universität Odessa zur ordentlichen Professorin ernannt und übernahm einen Lehrstuhl für internationales und vergleichendes humanitäres Völkerrecht.
2017 wurde Anzupowa zur Richterin am Obersten Gericht der Ukraine ernannt und war zunächst in der verwaltungsrechtlichen Abteilung tätig. 2019 wurde sie der Großen Kammer des Obersten Gerichts zugeteilt, wo sie bis 2023 tätig war. Ab September 2020 war sie zudem Mitglied der von der ukrainischen Regierung eingesetzten Kommission zur Umsetzung von Entscheidungen des Europäischen Gerichtshofs für Menschenrechte. 2022 war sie nach dem Ausscheiden von Richterin Hanna Judkiwska eine der Kandidatinnen als Vertreterin der Ukraine Europäischen Gerichtshof für Menschenrechte, unterlag bei der Wahl aber Mykola Hnatowskyj. Nach ihrem Ausscheiden aus dem Obersten Gerichtshof wurde Azupowa Professorin am British Institute of International and Comparative Law (BIICL). Ihre Forschung hier konzentriert sich vor allem auf die Entwicklung einer Methodik für nationale Gerichte bei der Bearbeitung von Fällen über Reparationen oder Entschädigungen im Zusammenhang mit dem russischen Krieg gegen die Ukraine.